# Biolumineszcencia
Biolumineszcenciáról beszélünk, ha valamely élő organizmusban egy kémiai reakció fény (foton) kibocsátásával jár. A világításnak számos, a túlélést segítő szerepe van: a táplálék csalogatása, a támadó elijesztése, lehet továbbá párválasztási segédeszköz is, illetve akár egyszerre több funkciót is betölthet ezek közül.

## Biolumineszcencia a természetben

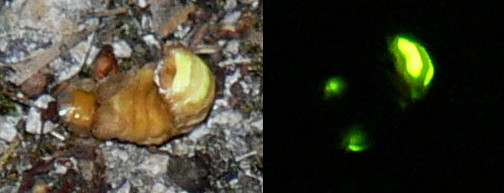
Szentjánosbogár

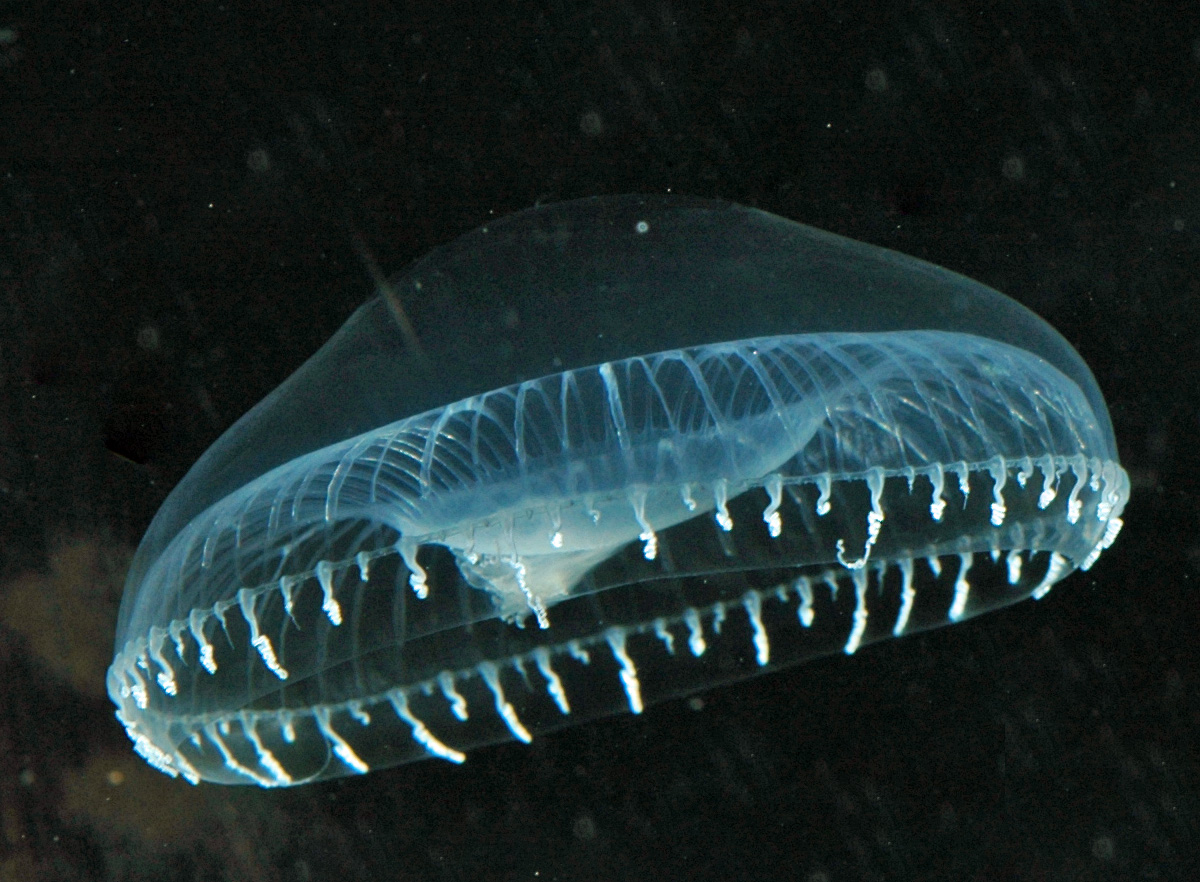
Kristály medúza

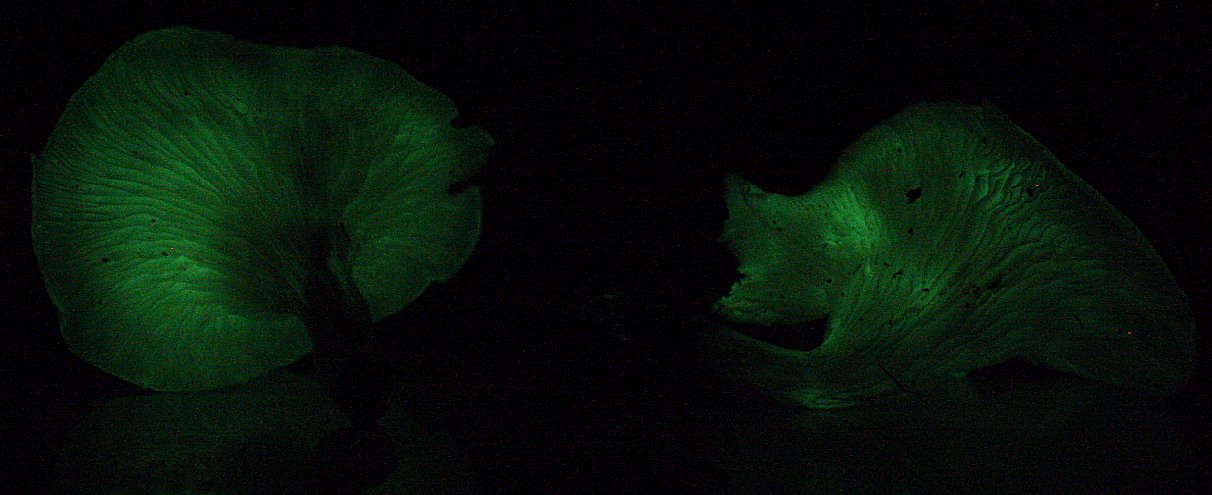
Omphalotus nidiformis

- Szentjánosbogarak:
A legismertebb biolumineszcens élőlény a szentjánosbogár, melynek mintegy 2000 faja ismert, ezek mindegyike képes fény kibocsátására. A fény termelődése a legtöbb fajnál a potroh elülső részén történik.
- Világító kukuzsó (Pyrophorus noctilucus):
Ennek a dél-amerikai trópusi pattanóbogárnak a fénykibocsátása olyan erős, hogy a bennszülöttek lámpásként használják.
- Phrixothrix:
A Dél-Amerikában őshonos, Phengodidae családba sorolt bogár lárvája kétszínű fényt bocsát ki. Testének két oldalán tizenegy pár zöld, a fején két vörös pont található. Ha biztonságban érzi magát, csak a vörös pontok világítanak, de ha megzavarják, felvillantja zöld fényeit is. Ilyenkor úgy fest, mint egy vasúti szerelvény, ezért egyes helyeken csak vonatkukacnak nevezik.
- Egyes holyvafajok (Xantholinus) lárvái
- Egyes tengeri rákok
- Világítócápa (Isistius brasiliensis)
- Argyropelecus aculeatus:
Kizárólag csak a Csendes- és az Atlanti óceán szigetvilágának környékén él. A hasán levő lámpás segítségével kutat élelme után, ezek általában más halak lakomájából visszamaradó húsdarabok.
- Horgászhalak
- Lámpáshalak
- Pelikánangolna (Eurypharynx pelecanoides)
- Kristály medúza:
A kristály medúza (Aequorea victoria) kék fény hatására zöld fényt bocsát ki magából, a szervezetében található a zöld fluoreszkáló fehérje, a GFP miatt.
- Egyes korallok
- Világító gombák
- Biolumineszcens egysejtűek:
Ezek az egysejtűek akkor világítanak, ha mechanikai stressz éri őket, és nagyon kis nyomásváltozásokra is reagálnak. A Karib-tengeren, Puerto Rico közelében egyes öblökben igen nagy számban fordulnak elő. Itt a vizet ért legkisebb zavar is kiváltja a világító reakciót, ami a csónakok közelében vagy akár az úszó ember által megkevert vízben megdöbbentő fényeffektusokat eredményez. A Mexikó déli részén található Manialtepec-tóban a páncélos ostorosok okoznak biolumineszcenciát.[1]

## Mesterséges biolumineszcencia

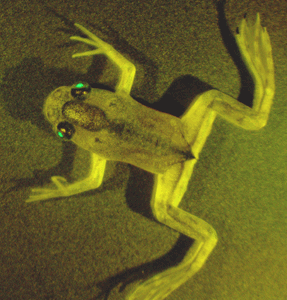
Világító szemű béka

- Zölden világító egér
Az egér mindenütt fluoreszkált gerjesztőfény alatt, kivéve a vörösvértestjeit és a szőrszálait.
- Különböző színekben világító baktériumok
- Fluoreszkáló dohány
- Zölden világító zebrahal
- Fluoreszkáló idegsejt
- Génmódosított fluoreszkáló majom
Japánban olyan génmódosított főemlőst hoztak létre, amelynek zölden világít a bőre, és ezt a tulajdonságot utódaira is át tudja örökíteni. Az állat a Brazíliában honos fehérpamacsos selyemmajom (Callithrix jacchus). Ultraibolya fénnyel megvilágítva a bőre zöldesen fluoreszkál. Az idegen gént, amely zöld fluoreszkáló fehérjét (GFP) kódol, egy vírussal juttatták be majomembriókba, ezeket azután pótanyák méhébe ültették be.